# Tweede Helvetische Geloofsbelijdenis
De Tweede Helvetische Geloofsbelijdenis (Latijn: Confessio Helvetica posterior) werd in 1562 door de Zwitserse theoloog en reformator Heinrich Bullinger geschreven en in 1564 herzien. Het kwam ter kennis van de Paltse keurvorst Frederik III, die het in het Duits liet vertalen en publiceren. Het was voor sommige gereformeerde leiders aantrekkelijk als een correctie op wat zij zagen als de overdreven lutherse verklaringen van de consensus in Straatsburg. Begin 1566 werd een poging gedaan om alle kerken van Zwitserland de Tweede Helvetische Belijdenis te laten ondertekenen als een gemeenschappelijke geloofsverklaring. Het kreeg een gunstige invloed op de Zwitserse kerken, die de Eerste Helvetische Geloofsbelijdenis te kort en te Luthers hadden gevonden. De Bazelse geestelijkheid weigerde echter de belijdenis te ondertekenen en verklaarde dat hoewel zij er geen fout in vonden, zij het liever bij hun eigen Bazelse belijdenis van 1534 wilden houden.
De geloofsbelijdenis werd niet alleen in heel Zwitserland aangenomen, maar ook in Schotland (1566), Hongarije (1567), Frankrijk (1571), Polen (1578) en werd na de Westminster Confession of Faith, de Scots Confession en de Heidelbergse Catechismus het meest algemeen erkende belijdenis van het Gereformeerd protestantisme. De Tweede Helvetische Geloofsbelijdenis werd ook opgenomen in de United Presbyterian Church in het Amerikaanse Confessions Book, in 1967, en blijft in het Book of Confessions, aangenomen door de Presbyterian Church (U.S.A.).